# Институт истории и международных отношений Саратовского университета
Институт истории и международных отношений СГУ — подразделение Саратовского государственного университета имени Н. Г. Чернышевского. ИИиМО СГУ осуществляет образовательную и научно-исследовательскую деятельность в сфере гуманитарных наук.
Институт создан на базе факультета Саратовского университета, который ведёт свою историю с 1917 года.
В разное время на факультете работали такие учёные, как В. И. Веретенников, С. В. Юшков, А. Л. Шапиро, А. М. Панкратова, Н. Л. Рубинштейн, В. В. Мавродин, В. Г. Борухович, С. М. Стам, Н. А. Троицкий, А. А. Кредер.
Годы нахождения профессора В. С. Мирзеханова на посту декана истфака ознаменовались, кроме всего прочего, открытым противостоянием декана и ряда сотрудников факультета с ректором СГУ Л. Ю. Коссовичем. Мирзеханов был вынужден уйти с должности. Эти события широко освещались в российской прессе, получив политическую окраску.

## История
1 июня 1917 года, вскоре после Февральской революции, Временным правительством было принято решение о формировании в Саратовском университете трёх дополнительных факультетов, что придавало ему статус классического. Одним из таких факультетов стал историко-филологический. В городе не было необходимых кадров, поэтому укомплектакция профессорско-преподавательского состава факультета шла за счёт молодых специалистов, направлявшихся в Саратов из Петрограда, Москвы, Казани и Одессы. Большую часть принятых в 1917 году студентов составляли женщины.
Первым деканом факультета стал философ и религиозный мыслитель Семён Франк, возглавивший одновременно с этим и кафедру философии факультета. По воспоминанием его жены одной из причин переезда Франка и ряда других учёных из Петрограда в Саратов были проблемы с продовольствием в столице, которого в поволжском городе тогда было в избытке. Заведующим кафедрой романо-германской филологии был назначен Виктор Жирмунский, русского языка и литературы — Николай Пиксанов, всеобщей истории — Вадим Бутенко, а русской истории — Василий Веретенников. Кроме того, в октябре 1917 года кадровый состав факультета пополнили профессора Софья Меликова-Толстая (кафедра классической филологии) и Макс Фасмер (кафедра сравнительного языкознания).
В 1918 году к семи существовавшим к тому времени кафедрам добавились две новые — славянской филологии, а также теории и истории искусств. На факультете было пять отделений: историческое, классическое, славяно-русское, романо-германское и лингвистическое. Впоследствии появилось философское и отделение истории искусств и археологии.
В 1919 году на месте ликвидированного юридического факультета и исторического отделения историко-филологического факультета был создан факультет общественных наук.
В период Гражданской войны Франку удалось пригласить на работу на факультет ряд выдающихся учёных (Григория Ильинского, Николая Дурново, Франца Баллода, Николая Арсеньева, Августа Крогиуса), большинство из которых после войны вернулись в Москву и Петроград, а некоторые и вовсе эмигрировали из страны. Во время своего пребывания в Саратове египтолог Баллод инициировал начало раскопок золотоордынских городов на берегах Волги, по результатам которых был опубликован литографированный доклад.
В мае 1921 года филологическое отделение факультета было преобразовано в словесное отделение факультета общественных наук, спустя год вошедшее в состав педагогического факультета. В 1931 году, когда в Саратове был создан Педагогический институт, подготовка историков на несколько лет прекратилась.
В сентябре 1935 года был заново открыт исторический факультет, первым деканом которого стал профессор-археолог Павел Рыков. Он был размещён в четвёртом корпусе университета в здании купеческой биржи на пересечении улиц Ленина и Радищева. 
Из-за изгнания историков из университетских кадров в конце 1920-х и начале 1930-х годов начался их набор из других городов. В конце 1936 года в Саратов была приглашена профессор Анна Панкратова, сыгравшая большую роль в создании аспирантуры факультета и качественном пополнении кадров. К 1936 году на факультете было создано уже пять кафедр. Подавляющее большинство студентов в то время составляли мужчины (20 %). С 1937 по 1939 год количество студентов факультета выросло с 117 до 335 человек. Пострадал факультет и от большого террора 1937—1938 годов. Группа во главе со студентом Винником была обвинена в контрреволюционной деятельности, был арестован и впоследствии расстрелян студент Лев Невельсон, внук Льва Троцкого.
В апреле 1941 года было принято решение о создании на факультете филологического отделения. С началом Великой Отечественной войны многие учёные и студенты факультета вызвались добровольцами на фронт (в том числе и декан Б. С. Зевин). Во время войны факультет переживал кризис, но плодотворным оказалось сотрудничество с эвакуированными в Саратов учёными Ленинградского университета. 10 февраля 1945 года филологическое отделение факультета было преобразовано в филологический факультет. К тому времени на историческом факультете оформились четыре кафедры: истории СССР, истории нового времени, истории Средних веков (воссоздана в 1949 году во главе с Соломоном Стамом) и истории Древнего мира. В 1955 году к факультету был присоединён исторический факультет Саратовского педагогического института, что значительно увеличило количество его студентов и преподавателей.
В марте 1959 года на факультете были созданы курсы пропагандистов атеизма. В ноябре того же года студентами исторического и филологического факультетов был организован кружок по изучению индонезийского языка. Осенью 1963 года появился Молодёжный политический клуб для школьников, а в октябре 1965 года — школа юных историков.
В апреле 1973 года на факультете была проведена первая городская олимпиада по истории среди школьников. В октябре того же года на факультете была создана группа «Поиск» во главе с доцентом В. М. Гохлернером. В 1973, 1974, 1977 и 1980 годах истфак СГУ занимал первое место в университетском социалистическом соревновании, а в 1980 и 1981 годах — в университетском смотре художественной самодеятельности. В августе 1976 года студентка факультета гребчиха Надежда Рощина выиграла серебряную медаль на Олимпийских играх в Монреале. В апреле 1977 года на истфаке был открыт докторский диссертационный совет. В мае 1981 года был сформирован специальный студенческий отряд «Археолог-81». В октябре 1986 года был открыт малый исторический факультет для школьников.
В сентябре 1996 года на факультете появилась специальность «Социально-культурный сервис и туризм». В июне-августе 1998 года исторический вместе с филологическим факультетом переехали в бывшее здание вертолётного училища (угол Московской и Университетской улиц). В ноябре 1999 года кафедра новой и новейшей истории вместе с Институтом всеобщей истории РАН выиграла грант Института «Открытое общество». В марте 2001 года факультет стал победителем конкурса «Студенческая весна — 2001». 2 сентября 2003 года в СГУ открылся филиал Института всеобщей истории РАН. В августе 2004 года археологи СГУ раскопали в Лысогорском районе Саратовской области поселение XIV века до н. э. В сентябре 2004 года на факультете появились новые специальности — «Международные отношения» и «Искусствоведение». 12 ноября 2005 года состоялось торжественное открытие 11-го корпуса СГУ (архитектор Ю. К. Бурмистров), куда в следующем году переехали исторический и филологический факультеты и в котором находится и в настоящее время. В 2007 году факультет преобразован в Институт истории и международных отношений (ИИиМО) Саратовского государственного университета.

## Направления подготовки
Обучение бакалавров осуществляется по следующим направлениям:
- «История»,
- «Международные отношения»,
- «Педагогическое образование» (история),
- «Туризм»,
- «Сервис».

## Научная деятельность
Саратовская историческая школа начала формироваться в 1920-е годы. Уже тогда здесь осуществляли свою деятельность Г. П. Федотов и А. И. Доватур, а позднее и другие учёные.
При институте действует Центр изучения истории и культуры немцев России, под руководством А. А. Германа. Развитию исследований способствует и то, что напротив Саратова, в городе Энгельс, находится Государственный Исторический Архив Немцев Поволжья, располагающий основным массивом документов по этой теме.
Учёные Института истории и международных отношений совместно с Саратовским краеведческим музеем, Институтом археологии и другими организациями ведут работу по сохранению Увекского городища — историко-культурного памятника Поволжья, имеющего и мировое значение. Существенные археологические находки были сделаны экспедицией под руководством декана исторического факультета Ф. В. Баллода. Интерес к данной теме проявляют и зарубежные исследователи, например посетившая Саратов в 2013 году делегация Анкарского университета.

## Международное сотрудничество
Активная международная деятельность начала развиваться лишь в 1990-е годы. Ранее этому препятствовало то, что Саратов являлся закрытым городом. Зато в настоящее время все кафедры вовлечены в двустороннее взаимодействие с различными зарубежными вузами, саратовские историки получили доступ к иностранным архивам, библиотекам, музеям. Проводятся стажировки, реализуются программы обмена, выигрываются гранты и т. д.
В 1990-е годы исторический факультет участвовал в совместном европейском проекте по программе TEMPUS в кооперации с университетами Анже, Пуатье (Франция) и Гранадским университетом (Испания).

## Кафедры
- Истории древнего мира
- Всеобщей истории
- Истории России и археологии
- Отечественной истории и историографии
- Региональной истории и музееведения
- Международных отношений и внешней политики России
- Туризма и культурного наследия